# Bongmyeong-dong, Cheongju
Bongmyeong-dong (koreanska: 봉명동) är en stadsdel i stadsdistriktet Heungdeok-gu i staden Cheongju i Sydkorea. Den ligger i provinsen Norra Chungcheong, i den centrala delen av landet, 110 km söder om huvudstaden Seoul.

## Indelning
Administrativt är Bongmyeong-dong indelat i:
| Namn        | Namn                                | Yta km² | Invånare 31 dec 2019 |
| ----------- | ----------------------------------- | ------- | -------------------- |
| 봉명1동     | Bongmyeong 1(il)-dong               | 0,63    | 11 279               |
| 봉명2송정동 | Bongmyeong 2(i)-dong Songjeong-dong | 4,73    | 25 597               |